# Tropidophorus boehmei
Tropidophorus boehmei — вид сцинкоподібних ящірок родини сцинкових (Scincidae). Ендемік В'єтнаму. Вид названий на честь німецького герпетолога Вольфганга Бьома.

## Поширення і екологія
Tropidophorus boehmei мешкають в горах Хоангльєншон в провінції Лаокай на півночі В'єтнаму. Вони живуть у вічнозелених гірських лісах, на кам'янистих берегах струмків. Зустрічаються на висоті від 1200 до 1300 м над рівнем моря. Живляться павуками.

## Збереження
МСОП класифікує стан збереження цього виду як близький до загрозливого. Tropidophorus boehmei загрожує знищення природного середовища.